# Gregorio II
Gregorio II (Roma, c. 669-11 de febrero del 731) fue el papa 89.º de la Iglesia católica entre los años 715 y 731. Sus enfrentamientos con el emperador León III el Isauriano, como resultado de la controversia iconoclasta en el Imperio de Oriente, preparó el camino para una larga serie de revueltas, cismas y guerras civiles que finalmente llevaron al establecimiento del poder temporal de los papas.

## Biografía

### Primeros años
Gregorio nació en el seno de una noble familia romana, hacia el año 669. Hijo de Marcelo y Honesta, era un presunto antepasado de la familia romana Savelli, según un cronista del siglo XV, pero esto no está comprobado en documentos contemporáneos y es muy probable que no sea fiable.
Cuando era joven, fue introducido en la corte papal y nombrado subdiácono y sacelario de la Sede Romana durante el pontificado de Sergio I. Posteriormente, fue nombrado diácono y puesto a cargo de la Biblioteca Vaticana. Durante el pontificado de Constantino, fue nombrado secretario papal y acompañó al pontífice a Constantinopla en el 711 para tratar los problemas planteados por el rechazo de Roma a los cánones del Concilio Quinisexto. Gregorio manejó las negociaciones reales sobre los artículos contenciosos, con el resultado de que el emperador Justiniano II acordó que el papado podía ignorar las decisiones del Concilio que quisiera. Tras la muerte de Constantino el 9 de abril de 715, Gregorio fue elegido como su sucesor y fue consagrado obispo de Roma el 19 de mayo de ese año.

### Papado
Fue elegido el 19 de mayo de 715 tras permanecer cuarenta días vacante el solio papal. En 718, encargaría al ermitaño Petronax, la reconstrucción de la Abadía de Montecasino que había sido destruida por los  lombardos en el año 584. El 15 de mayo de 719 ordenó a San Bonifacio la misión de evangelizar Alemania. Hacia 722, el emperador bizantino León III, el Isaurio publicó un edicto prohibiendo el culto de las imágenes sagradas y ordenando su destrucción.
En 727 el emperador invitó a Gregorio II a adherirse a dicha corriente iconoclasta amenazando al papa con su destitución inmediata en caso contrario. El pontífice se opone y respondió excomulgando al representante del emperador en Italia, el exarca de Rávena, animando además a los romanos a dejar de pagar los tributos imperiales.
La respuesta del emperador fue ordenar al exarca de Rávena la marcha sobre Roma al frente de las tropas imperiales estacionadas en Italia. Esta decisión provocó un tumulto que tuvo como consecuencia la muerte del exarca, la elección de un duque y la proclamación de Roma como república. El papa pidió ayuda a Liutprando, rey de los lombardos, quien aprovechó la ocasión para hacerse con Rávena en el 728, tras lo cual intentó que el papa reconociese su conquista cediéndole el territorio de Sutri. La negativa papal a dicha conquista hace que, en 729, Liutprando se dirija a Roma con la intención de conquistarla. El papa pide, en vano, ayuda al dirigente franco Carlos Martel.  Ante la negativa, no tuvo más remedio que entrevistarse con el rey lombardo a quien convenció para que levantara el sitio de la ciudad reconociéndole a cambio los territorios conquistados. Ese mismo año, Gregorio II convocó un concilio en el que condenó la iconoclasia[cita requerida]. 

## Culto
Es venerado como santo por la Iglesia católica y las Iglesias ortodoxas, celebrándose su memoria litúrgica cada 11 de febrero.